# Clark Graebner
Clark Graebner (Cleveland, 4 de Novembro de 1943) é um ex-tenista profissional estadunidense.

## Grand Prix e WCT finais (11)

### Simples (4 títulos)
| Resultado | N. | Data | Campeonato           | Piso     | Oponente                | Placar                  |
| --------- | -- | ---- | -------------------- | -------- | ----------------------- | ----------------------- |
| Vice      | 1. | 1971 | Nova York, EUA       | Indoor   | Željko Franulović       | 2–6, 7–5, 4–6, 5–7      |
| Campeão   | 1. | 1971 | Salisbury, EUA       | Duro (i) | Cliff Richey            | 2–6, 7–6, 1–6, 7–6, 6–0 |
| Vice      | 2. | 1971 | Hampton, EUA         | Duro (i) | Ilie Năstase            | 5–7, 4–6, 6–7           |
| Vice      | 3. | 1971 | Houston, EUA         | Duro     | Cliff Richey            | 1–6, 2–6, 2–6           |
| Campeão   | 2. | 1971 | Merion, EUA          | Duro     | Dick Stockton           | 6–2, 6–4, 6–7, 7–5      |
| Campeão   | 3. | 1971 | South Orange, EUA    | Duro     | Pierre Barthès          | 6–3, 6–4, 6–4           |
| Vice      | 4. | 1972 | Londres, Reino Unido | Duro (i) | Cliff Richey            | 5–7, 7–6, 5–7, 0–6      |
| Vice      | 5. | 1972 | Jacksonville, EUA    | Duro (i) | Jimmy Connors           | 5–7, 4–6                |
| Campeão   | 4. | 1973 | Des Moines, EUA      | Duro (i) | Nicholas Kalogeropoulos | 7–5, 4–6, 6–4           |
| Vice      | 6. | 1973 | Paramus, EUA         | Duro (i) | Jimmy Connors           | 1–6, 2–6                |
| Vice      | 7. | 1974 | Baltimore, EUA       | Carpete  | Sandy Mayer             | 2–6, 1–6                |